# Oppunda och Villåttinge domsagas tingslag
Oppunda och Villåttinge domsagas tingslag var ett tingslag i Södermanlands län i landskapet Södermanland.
Tingslaget bildades den 1 januari 1948 (enligt beslut den 10 juli 1947) genom av ett samgående av Oppunda tingslag och Villåttinge tingslag. 1971 upplöstes tingslaget och verksamheten överfördes till Katrineholms tingsrätt.
Tingslaget ingick i Oppunda och Villåttinge domsaga, bildad 1879.

## Kommuner
Tingslaget bestod av följande kommuner den 1 januari 1952:
- Bettna landskommun
- Flens stad
- Floda landskommun
- Julita landskommun
- Katrineholms stad
- Malmköpings köping
- Mellösa landskommun
- Sköldinge landskommun
- Sparreholms landskommun
- Stora Malms landskommun
- Västra Vingåkers landskommun